# Kanadas folkräkning 2016
Kanadas folkräkning 2016 (engelska: 2016 Canadian census) var en folkräkning i Kanada 2016. 
Folkräkningen registrerade ett invånarantal på 35 151 728, vilket motsvarar en ökning på 5,0 procent, eller 1 675 040, sedan folkräkningen 2011. 
| #  | Provinser och territorier | 2016       | 2011       | Förändring  | Procentuell förändring |
| -- | ------------------------- | ---------- | ---------- | ----------- | ---------------------- |
| 1  | Ontario                   | 13 448 494 | 12 851 821 | 596 673 ▲   | 4,6% ▲                 |
| 2  | Québec                    | 8 164 361  | 7 903 001  | 261 360 ▲   | 3,3% ▲                 |
| 3  | British Columbia          | 4 648 055  | 4 400 057  | 247 998 ▲   | 5,6% ▲                 |
| 4  | Alberta                   | 4 067 175  | 3 645 257  | 421 918 ▲   | 11,6% ▲                |
| 5  | Manitoba                  | 1 278 365  | 1 208 268  | 70 097 ▲    | 5,8% ▲                 |
| 6  | Saskatchewan              | 1 098 352  | 1 053 960  | 44 392 ▲    | 4,2% ▲                 |
| 7  | Nova Scotia               | 923 598    | 921 727    | 1 871 ▲     | 0,2% ▲                 |
| 8  | New Brunswick             | 747 101    | 751 171    | -4 070 ▼    | −0,5% ▼                |
| 9  | Newfoundland och Labrador | 519 716    | 514 536    | 5 180 ▲     | 1,0% ▲                 |
| 10 | Prince Edward Island      | 142 907    | 140 204    | 2 703 ▲     | 1,9% ▲                 |
| 11 | Northwest Territories     | 41 786     | 41 462     | 324 ▲       | 0,8% ▲                 |
| 12 | Nunavut                   | 35 944     | 31 906     | 4 038 ▲     | 12,7% ▲                |
| 13 | Yukon                     | 35 874     | 33 897     | 1 977 ▲     | 5,8% ▲                 |
|    | Kanada                    | 35 151 728 | 33 476 688 | 1 675 040 ▲ | 5,0% ▲                 |